# 보포르
보포르(프랑스어: beaufort)는 프랑스의 치즈이다. 프랑스 사부아주의 알프스산맥 지역에 자리한 보포르탱, 타랑테즈, 모리엔 등지에서 생산된다.

## 쓰임새
지역 요리인 타르티플레트에 쓰인다.

## 같이 보기
- 그뤼예르